# Basil Cave
Basil Cave (Barnstaple, 14 novembre 1865 – Algeri, 1931) è stato un diplomatico inglese, al servizio del Regno Unito.
 Era il figlio di Thomas Cave, un Deputato liberale e uno dei suoi fratelli era George Cave che sarebbe diventato un Conservatore e un Visconte. Cave lavorò per il Foreign Office come funzionario, e fu nominato viceconsole dell'Africa orientale britannica nel 1891. Nel 1893 egli fu posto al comando di un certo numero di soldati durante i disordini civili a Zanzibar, e nel 1895 fu nominato Console per il paese. Nel 1896, poiché era assente Il console generale, AH Hardinge, Cave fu incaricato di trattare con l'usurpatore Khalid bin Barghash, che a seguito della morte dello zio si era proclamato sultano senza il permesso del governo inglese. Al 38º minuto dall'inizio dei combattimenti, il conflitto, la più breve guerra della storia, terminò con la vittoria della Gran Bretagna e l'incoronazione di Hamoud bin Mohammed.
Cave fu ricompensato con l'ordine del Bagno nel 1897. Nel 1903 ricevette la promozione a console generale, ma fu impopolare poiché emise ordini che provocarono un ammutinamento dell'esercito del sultano nel 1907. Lasciò il paese nel 1909, e venne inviato in Algeria dove si dice che abbia lavorato duramente per "rafforzare l'amicizia tra i francesi e i popoli britannici". Cave fu anche decorato con l'ordine di San Michele e San Giorgio nel 1925 e fu anche membro della Royal Geographical Society.